# Chaetonotida
Chaetonotida је ред у оквиру филума Gastrotricha. Према ранијој систематици, ова група је сматрана класом.

## Карактеристике
Попут свих представника свог филума, ово су веома ситне животиње од 0,02 до 1,5 мм. Тело им је издужено, црволико и обично безбојно, тако да се провиде. Евентуална обојеност потиче од хране или од неких жлезда. Оно што их издваја од других представника је одсуство пора на ждрелу и присуство адхезивних жлезда само на постериорном крају животиње. Такође, карактерише их одвојеност главеног и трупног региона суженим вратним делом. Труп се на крају рачва. Поседују усну трубицу, пљувачне жлезде и протонефридије. Већина врста се размножава партеногенезом и познате су само женке.

## Станиште
Најчешће су у стаништима са доста отпадног материјала, као што су обрасле обале бара, језера и тресетишта. Неке врсте насељавају чисте воде.